# Granada (Meta)
Pour les articles homonymes, voir Granada.
Granada est une municipalité (municipio) colombienne du département de Meta.
Le chef lieu de la municipalité de Granada porte le même nom et se trouve à l'altitude moyenne de 372 mètres. Il est situé à environ 90 km au sud de Villavicencio, capitale du département, et à 180 km au sud-est de Bogota, capitale du pays.
Comme la plupart des municipalités de Colombie, Granada possède son blason et son drapeau et son hymne.

## Histoire
Le territoire de cette municipalité était autrefois peuplé par les indiens Guayupe, Sae et Operigua. Ces indigènes succombèrent aux premières invasions européennes, principalement à cause des maladies apportées par les colonisateurs : variole notamment.
Initialement nommée Boquemonte, cette zone connut la même dynamique de population que le reste des Llanos orientaux. En 1940, Boquemonte était déjà un petit établissement, qui accéda en 1948 au rang de Inspección Departamental de Policía.
La bourgade fut officiellement fondée le 23 juin 1956 sous le nom de Nueva Granada (Nouvelle Grenade). Par décret no 299 du 19 novembre 1956, elle accéda au rang de Municipio (que l'on peut traduire par « Municipalité » ou « Commune »).

## Géographie

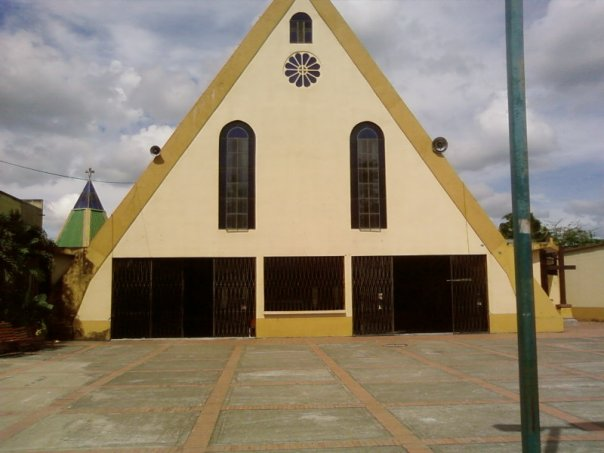
Église de Granada (Meta) en 2008

Granada est située dans la partie ouest du département du Meta, à l'extrême nord-ouest de la région de Río Ariari.
La ville est notamment connue localement pour son paysage et son climat propices à l'écotourisme.

### Limites
- Nord : Municipalité de San Martín.
- Ouest : Municipalités de Lejanías et El Castillo.
- Sud : Municipalités de Fuente de Oro et San Juan de Arama.
- Est : Municipalités de San Martín et Fuente de Oro.

### Climat
La température moyenne annuelle est d'environ 24°.

## Économie
La première activité économique est l'agriculture, avec les productions suivantes :
- riz, irrigué ou non ;
- maïs ;
- banane ;
- palmier à huile ;
- cacao ;
- manioc ;
- canne à sucre destinée à produire la panela (es:panela) ;
- papaye ;
- agrumes ;
- maracuyá (Fruit de la passion).

La seconde activité économique est l'élevage intensif ou semi-intensif.
Viennent ensuite le tourisme et la pisciculture.
Le secteur financier est représenté par les banques suivantes :
- Banco Bogota ;
- Banco Agrarío ;
- Megabanco ;
- Banco Colombia ;
- Banco Popular ;
- Banco Colmena BCSC.

## Tourisme et culture
Granada organise les fêtes suivantes :
- Fiestas de Nuestra Señora del Carmen, en juillet ;
- Expoariari, en août ;
- Festival y reinado de la cosecha llanera.

Par le passé, Granada était connue pour son pont exceptionnel Guillermo León Valencia au-dessus du río Ariari, le plus long du pays avec ses 950 mètres. Ce pont fut déclaré « Patrimoine historique et culturel de Colombie » par le sénat. Par manque de maintenance, le pont fut emporté par la rivière le 26 mai 1994 ; il ne fut pas reconstruit. Il fut remplacé, plus loin, par le pont Alcaraván.